# Кориліс сангезький
Кори́ліс сангезький (Loriculus catamene) — вид папугоподібних птахів родини Psittaculidae. Ендемік Індонезії.

## Опис
Довжина птаха становить 12-13,5 см. Забарвлення переважно зелене. Горло, надхвістя і верхні покривні пера хвоста червоні. У самців червоними є також лоб і тім'я. У самців очі жовтуваті, у самиць карі. Дзьоб чорний.

## Поширення і екологія
Сангезькі кориліси є ендеміками острова Сангіхе, що розташований на північ від Сулавесі. Вони живуть у вологих гірських і рівнинних тропічних лісах, в садах і на плантаціях. Зустрічаються на висоті до 950 м над рівнем моря.

## Збереження
МСОП класифікує стан збереження цього виду як близький до загрозливого. За оцінками дослідників. популяція сангезьких корилісів становить від 10 до 46 тисяч птахів. Це досить поширений вид птахів в межах свого ареалу.